# Justin Lewis
Justin Keith Lewis (Baltimore, Maryland; 12 de abril de 2002) es un baloncestista estadounidense que pertenece a la plantilla de los Salt Lake City Stars de la G League. Con 2,01 metros de estatura, juega en la posición de ala-pívot.

## Trayectoria deportiva

### Universidad
Jugó dos temporadas con los Golden Eagles de la Universidad Marquette, en las que promedió 13,2 puntos, 6,9 rebotes y 1,3 asistencias por partido. En su segunda temporada fue elegido jugador más mejorado de la Big East Conference e incluido en el mejor quinteto de la conferencia.

#### Estadísticas
| Año     | Equipo    | PJ | PT | MPP  | %TC  | %3P  | %TL  | RPP | APP | ROB | TPP | PPP  |
| ------- | --------- | -- | -- | ---- | ---- | ---- | ---- | --- | --- | --- | --- | ---- |
| 2020–21 | Marquette | 21 | 1  | 21.0 | .417 | .219 | .577 | 5.4 | .8  | .4  | .7  | 7.8  |
| 2021–22 | Marquette | 32 | 32 | 32.2 | .440 | .345 | .761 | 7.9 | 1.7 | 1.1 | .6  | 16.8 |
| Total   | Total     | 53 | 33 | 27.8 | .434 | .328 | .704 | 6.9 | 1.3 | .8  | .6  | 13.2 |

### Profesional
Tras no ser elegido en el Draft de la NBA de 2022, el 7 de julio de ese año firmó un contrato dual con los Chicago Bulls, con los que disputó las Ligas de Verano de la NBA. en su partido de debut en la liga se rompió el ligamento cruzado anterior y fue despedido el 15 de octubre mientras se rehabilitaba de la lesión.
El 7 de marzo de 2023 firmó otro contrato dual con los Bulls, pero fue despedido el 16 de diciembre, después de aparecer en 12 partidos con los Windy City Bulls, pero sin debutar en el primer equipo. Dos días más tarde regresó al filial de la G League.
El 27 de diciembre de 2023 fue traspasado a los Salt Lake City Stars. Allí acabó la temporada promediando 5,2 puntos y 3,2 rebotes por partido.
El 1 de mayo de 2024 firmó con los Calgary Surge de la Canadian Elite Basketball League. Sin embargo, fue despedido el 22 de julio tras disputar 13 partidos, en los que promedió 13,5 puntos y 5,9 rebotes.
El 13 de octubre de 2024 firmó con los Utah Jazz, pero fue despedido tres días más tarde. El 28 de octubre regresó a su filial en la G League, los Salt Lake City Stars.